# Ballad of the Broken Seas
Ballad of the Broken Seas è un album discografico di Isobel Campbell (voce del gruppo scozzese Belle and Sebastian) e Mark Lanegan (membro dei Queens of the Stone Age) pubblicato nel 2006.
Campbell ha scritto la maggior parte delle tracce e ha prodotto l'album. Campbell aveva scritto la musica e alcuni dei testi prima di inviarlo a Lanegan.

## Tracce
1. Deus Ibi Est
2. Black Mountain
3. The False Husband
4. Ballad Of The Broken Seas
5. Revolver
6. Ramblin' Man
7. (Do You Wanna) Come Walk With Me?
8. Saturday's Gone
9. It's Hard To Kill A Bad Thing
10. Honey Child What Can I Do?
11. Dusty Wreath
12. The Circus Is Leaving Town